# Aktuális konfliktusok listája

Aktuális konfliktusok, az elmúlt évben történt halálozások szerint:
Nagy háborúk, legalább 10 ezer halott
Háborúk, 1000–9999 halott
Kisebb konfliktusok, 100–999 halott
Kisebb ütközetek, 1–99 halott

A következő lista olyan háborúkat és fegyveres konfliktusokat sorol fel, amelyek megszakítás nélkül máig (2025) tartanak. A jelenleg is aktív konfliktusok közül a legtöbb emberéletet az Afganisztáni konfliktus követelte, összességében 1.5 millió és 2.084 millió között. A 2022-ben legtöbb életet követelő konfliktus pedig az orosz–ukrán háború volt, Oroszország Ukrajna elleni inváziója miatt, 33 ezer és 150 ezer fő között.

## Meghatározások: háború, fegyveres konfliktus
A háború a sok fegyveressel és súlyos erőszakkal megvívott konfliktus, melyben több tervszerűen küzdő csoport vesz részt. Ebben a résztvevők célja a konfliktust a küzdelemben elért fölénnyel, erőszakosan megoldani.
Kende István történész, a stockholmi Békekutató Intézet egykori munkatársa munkájára támaszkodva a listában szereplő háborúkat mint azon erőszakos tömeg-konfliktusokat definiáljuk, melyek valamennyi alább felsorolt jellemző jeggyel rendelkeznek:
- két vagy több haderő van a küzdelemben, miközben legalább egyikük esetében a kormányzat reguláris hadseregéről, paramilitáris egységeiről vagy a rendőrségről van szó;
- minden fél esetében megvan a harcolóknak egy minimális mértékű, központilag irányított szervezete, még abban az esetben is, ha ez nem jelent többet mint szervezett fegyveres védekezést, vagy tervszerű rajtaütéseket (gerilla-hadviselés, partizánharc, stb.);
- a harci cselekményekben van egy bizonyos folytonosság és nem csupán szórványos összecsapásokban nyilvánulnak meg. Ez feltételezi, hogy minden fél küzdelmét stratégia jellemzi, függetlenül attól, hogy mely fél által kontrollált egy vagy több területre terjednek ki e küzdelmek és milyen hosszan tartanak.[5]

A fegyveres konfliktus viszont olyan erőszakos összecsapás, melynél a háborúnak valamely ismertető jegye nem teljes tartalmában érvényesül. Vagy csak szórványos, inkább véletlenszerű és stratégia nélküli összeütközésekről van szó, vagy olyan esetekről, melyekben nincs állami erőszakszervezet a küzdő felek között, vagy melyekben a felek egyike nem rendelkezik központilag irányított szervezettel.
Akkor tekintünk egy háborút vagy konfliktust befejezettnek, ha hivatalosan, békeszerződés keretében szűnnek meg, vagy pedig a harci cselekmények tartósan, azaz legalább egy éven át szünetelnek.

## Aktuális háborúk és fegyveres konfliktusok listája
| Kezdet éve | Konfliktus neve | Leírás | Helyszín                                                           | Konfliktus térképe |
| ---------- | --- | --- | ------------------------------------------------------------------ | ------------------ |
| 1948       | Mianmari belső konfliktus - Kachin-konfliktus - Karen-konfliktus - Rohingja-konfliktus - Rakhine-konfliktus - 2021-es mianmari puccs - 2021–2022-es mianmari tüntetések - Mianmari polgárháború | Polgárháború a kormány és az etnikai kisebbség közt az ország néhány északi vidékén. Az 1948 és 1998 közötti háborúnak minősített konfliktus az 1990-es évek vége óta számos fegyverszüneti megállapodással elcsendesedett. Tartós fegyveres összecsapások azóta csak a KNU-val és néhány szórványos csoporttal történtek. 2021-ben az országban történt puccs után a tüntetések újra felerősödtek és polgárháborúba torkollottak. | Mianmar                                                            |                    |
| 1948       | Izrael–Palesztina konfliktus - 1948-as arab–izraeli háború - Hatnapos háború - Palesztin-felkelés - 1982-es libanoni háború - 2008–2009-es Izrael–Hamász-konfliktus - 2021-es Izrael–Palesztina-krízis - Izrael-Hamász háború - Izrael-Hezbollah háború                                                                                | Az egyik leghosszabb aktív konfliktus. A jelenlegi status quo a két nép között a hat napos háború során alakult ki, mikor Izrael elfoglalt palesztin területeket. A konfliktusban sok civil is meghalt. A helyzet legutóbbi eszkalációja 2023-ban történt, amikor a Hamász támadást indított Izrael ellen. | Izrael, Palesztina                                                 |                    |
| 1954       | Felkelések északkelet-Indiában - Asszám szeparatista mozgalom - Nágaföldi-konfliktus - Manipuri felkelés | Az indiai északkeleti hegyi törzsek azonnal saját szövetségi államot követeltek, amint a britek 1947-ben kivonultak. 1954-től 1963-ig tartott az első gerilla-háború, melynek következményeként ezt a követelést teljesítették. Rövid fegyvernyugvás után, 1969-ben ismét kitört a háború és a Nága Nemzeti Tanács (NNC) célként az Indiától való elszakadást jelölte meg. 1975-ben ugyan befejezték a háborút, de a Nemzeti Szocialista Nágaföldi Nemzeti Tanács (NSCN) szórványos csapatai azóta is folytatják az összecsapásokat. 2021-ben ismét intenzívebb lett a háború, mikor az indiai hadsereg megölt tizennégy nágaföldi lakost. | India                                                              |                    |
| 1962       | Nyugat-Pápua függetlenségéért folytatott fegyveres konfliktus | A keleti és területileg legnagyobb indonéz tartomány függetlenségi törekvései a holland gyarmati időkre nyúlnak vissza. 1965 és 1993 között az összeütközést háborúnak kellett tekinteni. Az indonéz katonaság és a Szabad Pápuáért Szerveződés közötti konfliktus máig tart. A 2020-as években főként tüntetések, támadások és kisebb ütközetek formájában folytatódott. | Pápua                                                              |                    |
| 1964       | Kolumbiai polgárháború - Kolumbiai polgárháború | Gerillaháború Kolumbiában a kormány és különböző kommunista paramilitáris egységek között (pl.: FARC, ELN, EPL). A konfliktus 2005 óta jelentős mértékben enyhült. A béketárgyalások során mindkét fél megerősítette szándékát a konfliktus feloldására. | Kolumbia                                                           |                    |
| 1967       | Naxalita felkelés | Maoista felkelés Indiában. Az ideológia konfliktus kezdetei az 1960-as években vannak, mikor a naxaliták Nyugat-Bengálban és Ándhra Pradesben fegyveres paraszt-felkelésbe kezdtek. Bár 1972 és 1975 közt a mozgalmat erőszakkal elfojtották, mégis az 1980-as évek közepén megerősödtek a maoista tendenciák a népesség soraiban, amely oda vezetett, hogy a lázadók 1997-ben ismét gerillaháborút kezdtek India állama ellen. Manapság a naxaliták a 602 körzetnek mintegy negyedében aktívak, az összecsapások rendkívül erőszakosak maradtak és a felkelők rendszeresen támadják India politikusait, hivatalnokait és intézményeit. Egy hosszabb nyugalmas időszak után a naxaliták a 2020-as években ismét aktívak lettek és területet szereztek. Ettől függetlenül aktivitásuk sokkal kisebb térségben folyt, mint tíz évvel korábban. | India                                                              |                    |
| 1969       | Kommunista felkelés a Fülöp-szigeteken | A háború a Fülöp-szigetek Kommunista Pártja (CPP) ill. ennek katonai szervezete az Új Néphadsereg (New People's Army - NPA) és a kormány között a politikai rendszer, ideológia és világnézet megváltozásáért folyik. A CPP/ NPA ellenőrzi Luzon nagy részének tartományait és a Masbate, Mindoro, Cebu szigeteket, és Mindanao központi és keleti tartományaiban is aktív. Mindig megújuló béketárgyalások ellenére a konfliktus befejezése még távoli. | Fülöp-szigetek                                                     |                    |
| 1978       | Afganisztáni konfliktus - A Szovjetunió afganisztáni háborúja - Afganisztáni háború - 2021-es tálib hatalomátvétel Afganisztánban | Háborúk sorozata, amely 1978-ban kezdődött. | Afganisztán                                                        |                    |
| 1980       | Perui belső konfliktus | Fegyveres konfliktus a perui hadsereg és két lázadó csoportosulás, a Fényes Ösvény és a Túpac Amaru között. 1999-ben véget ért a konfliktus, de mindössze három évvel később újrakezdődött, főként kisebb összeütközések és terrortámadások formájában. | Peru                                                               |                    |
| 1982       | Casamance-felkelés | Fegyveres konfliktus a Szenegálhoz tartozó Casamance-ban, a régió függetlenségéért. Évekig fegyverszünetet tartottak, de a szenegáli hadsereg 2021-ben újrakezdte az ütközeteket. 2022 augusztusában Caesar Badiatte békét írt alá a kormánnyal, de a MFDC más csoportjai még folytatták a küzdelmeket. | Szenegál                                                           |                    |
| 1984       | Török–kurd konfliktus | A független Kurdisztán elérését célzó törekvések visszanyúlnak az 1920-ban az Antant és az Oszmán Birodalom közötti Sèvresben aláírt szerződésre, mely a törökországi kurdok számára messzemenő autonómiát helyezett kilátásba. A Török függetlenségi háború után a Lausanne-i békeszerződésben, 1923-ban ezt visszavonták, melynek következményei az első kurd felkelések voltak (többek közt a Sejk-Szaid felkelés és az Ararat-felkelés) 1925 és 1938 között, melyeket véresen letörtek. 1973-ban létrejött a „Kürdistan Devrimcileri“ (kurd-forradalmárok) csoport, mely Kelet-Anatólia különböző városaiban fegyveres akciókat végzett. 1978-ban megalapították a PKK-t, mely azóta gerillaháborút folytat azzal a céllal, hogy létrejöjjön egy kurd állam. Az 1984 és 1998 közötti harcok rendkívül sok veszteséggel jártak és tömegesen menekültek a civilek miatta. A PKK 1998. szeptember 1-jén egyoldalú fegyverszünetet hirdetett meg. A PKK elnökének, Abdullah Öcalannak a letartóztatását követően a helyzet enyhült, bár a török katonaság tovább folytatta rajtaütéseit a PKK-gerilla csapatokra. 2004. június 1-jén az egyoldalú fegyverszünetet felmondták és ezzel a konfliktus ismét kiszélesedett. | Törökország (Kelet-Anatólia- és Délkelet-Anatólia ill. Kurdisztán) |                    |
| 1987       | Acsoliföldi felkelés (LRA) | Az LRA már több mint 20 éve Uganda északi részén gerillaháborút folytat a kormányzat ellen. A kitűzött célja ennek „Az Úr ellenálló hadseregének“ Joseph Kony vezetése alatt egy keresztény Isten-állam megalapítása. Ez a háború világszerte a legbrutálisabbnak és legvéresebbnek számít. Ugandaiak tízezrei haltak meg, estek túszul, lettek megcsonkítva és megközelítőleg 1,6 millió vált menekültté. Az LRA vezetői ellen a Nemzetközi Büntetőbíróság (ICC) emberiség ellenes bűnök miatt elfogató parancsot adott ki. 2006 augusztusa óta – amikor Dél-Szudán vezetése alatt létrejött egy fegyverszünet - az erőszak szintje érezhetően csökkent és 2008. február 23-án a felek aláírtak egy fegyverszüneti egyezményt. A béke mindössze hónapokig tartott, decemberben karácsony napján több száz embert lemészároltak a felkelők. | Uganda                                                             |                    |
| 1988       | Szomáliai polgárháború | 1988-ban robbant ki a polgárháború miután a Szomáliai Demokratikus Megmentési Front és a Szomáliai Nemzeti Mozgalom felerősítették az 1980-as évektől szétszórtan folytatott támadásaikat Sziad Barre hadserege ellen. Az ezt követő megtorló akciók az Isaaq nép ellen önkényes kivégzésekből, kutak és termő területek célzatos lerombolásából állt. Mindezek csúcsaként bombázták Buraót és Hargeysát, ami megközelítőleg ötvenezer emberéletet követelt és több százezren menekültek miatta kényszerűen Etiópiába. 1991 óta, a Barre-rezsim bukása óta tombol a rákövetkező háború a Szomáli klánrendszer (többek közt a JVA, SPM) és az államhatalom közt. A 2000-ben létrejött, nemzetközileg elismert átmeneti kormány Föderális Átmeneti Kormány csak az ország egy részét ellenőrzi. Szomália északi része, Szomáliföld 1991 óta de facto független, ugyanúgy mint Puntföld, Galmudug és Azánia. Egyéb nagy területeken helyi klánok és hadurak uralkodnak. 2006. december 27-én az Iszlám bíróságok szövetsége, mely korábban a fővárost és Dél- valamint Közép-Szomáliát ellenőrizte, kénytelen volt a mogadishu-i etióp csapatok nyomására ismét a TFG-nek visszaadni az ellenőrzést. Az 1991 óta tartó tizennégy, nemzetközileg támogatott béketárgyalások és az Egyesült Nemzetek Szervezete missziói (Operation Restore Hope, UNOSOM I és II) meghiúsultak végül abban a próbálkozásukban is, hogy létrejöjjön egy egységes államhatalmi formájú kormányzati struktúra. | Szomália                                                           |                    |
| 1990       | Kasmír-konfliktus | Kasmír egy egykori indiai hercegség volt. A jelenlegi konfliktus alapjait India és Pakisztán államok megalapításában kell keresni. Azóta is a két állam kapcsolatát súlyosan terhelő konfliktus. Az Első kasmíri háború (1947-1949) óta ez a régió de facto kettéosztott. Az 1965-ben folytatott Második indiai - pakisztáni háború nem hozott alapvető változásokat. 1990 után az ellenőrzési vonalon és a határvidékeken mindig újra rajtaütések és csatározások voltak, melyeket a pakisztáni oldal által támogatott lázadók számlájára írtak. Ez vezetett 1999-ben a negyedik indiai - pakisztáni háborúhoz, mely megintcsak megoldatlanul hagyta a Kasmír kérdést. Az eredménye az lett, hogy helyreállították a háború előtti területi státuszt, mert valamennyi egységnek vissza kellett vonulnia az indiai területekről. Mintha misem történt volna harcol Szrinagarban és más városokban a túlnyomórészt muzulmán Jhelam-völgyben nagyszámú, radikál-iszlámista lázadó szervezet az Indiától való elszakadásért. Mióta mindkét kormány hivatalos béketárgyalásokat folytat a katonai összecsapások hevessége érezhetően csökken. | India/ Kasmír                                                      |                    |
| 2002       | Cabindai háború | Szeparatista felkelés, aminek célja Cabinda függetlensége. | Angola                                                             |                    |
| 2002       | Magrebi felkelés | Magreb (főleg Algéria, Mauritánia és Marokkó) területén 2002 óta felkelések vannak, harcok folynak a Havarij iszlamista fegyveresek és a szalafista csoport között. A GSPC Al-Káida az iszlám magrebi szervezetvel a szövetséget kötött az algériai kormánnyal szemben. | Algéria, Mali, Mauritánia, Marokkó, Niger, Tunézia, Líbia          |                    |
| 2003       | Iraki konfliktus - Iraki háború - Az Iszlám Állam felkelése Irakban | Irak amerikai inváziójával kezdődött konfliktus, ami 2017 óta kisebb intenzitású ütközetekkel folytatódott. Az azt megelőző 14 évben háború volt, polgárháborúk és egyik konfliktusokból összeállva. | Irak                                                               |                    |
| 2003       | Szudáni konfliktus - Dárfúri konfliktus - Harmadik szudáni polgárháború | Fegyveres konfliktus Szudánban A Dárfúri konfliktus a szudáni fegyveres erők és a támogatásukat élvező félkatonai csoportok (lásd dzsandzsavíd miliciák), valamint több függetlenségre törekvő kormányellenes és törzsi csoport közötti konfliktus volt mely 2020 bán ért véget. Az okok egyike az arab és nem-arab, illetve a letelepedett és a félnomád lakosság között fellépő etnikai ellentétek, az ivóvízhiány és az ebből fakadó problémák. Az International Crisis Group szerint részben a háború, részben a katasztrófák miatt – járványok, ivóvízhiány, éhezés – egymillió ember vált hajléktalanná, 2008-ra ez a szám kétmillióra tehető. 2023 április 15-én fegyveres konfliktus tört ki a szudáni hadsereg és a Gyorsreagálású Támogató Erők (RSF) nevű félkatonai csoport között, melybe késöbb más csoportok is beavatkoznak. | Dárfúr Szudán                                                      |                    |
| 2004       | Irán-PJAK konfliktus | Fegyveres konfliktus az iráni hadsereg és az ország kurdok által lakott régiójában tevékenykedő PJAK között. A 2020-as évekre a háború elcsendesedett, de nem fejeződött be hivatalosan. | Északnyugat-Irán                                                   |                    |
| 2004       | Dél-thaiföldi lázadás | A három déli tartomány Pattani, Yala, Narathiwat képezte valaha a magvát a Patani szultánátusnak, mely csak a 20. században lett a buddhista királyságnak, Sziámnak a része. A népesség igen nagy része továbbra is önmagát maláj-muzulmánnak tekinti és 2004 eleje óta Patani radikális hívei a Malajziával határos tartományokban fegyveres támadásokat és bombamerényleteket hajtanak végre. | Thaiföld                                                           |                    |
| 2004       | Kivu-konfliktus | A konfliktus eredetileg 2004-ben kezdődött meg és kisebb szünetekkel napjainkig tart. A Kongói Demokratikus Köztársaság hadserege és a rwandai FDLR között. Az ENSZ nagy szerepet játszott a konfliktusban. | Kongói Demokratikus Köztársaság, Kivu tartomány                    |                    |
| 2004       | Niger-delta konfliktus | Etnikai jellegű konfliktus a Niger folyó deltavidékén. Kitörésének oka főleg a helyi lakosok és a nemzetközi olajcégek közötti feszültség volt. Az egész területen elrendelték a hadsereg készenlétét és gyakori az etnikumok közötti összecsapás. | Nigéria                                                            |                    |
| 2004       | Északnyugat-pakisztáni háború (más néven vazirisztáni háború) | Fegyveres konfliktus a pakisztáni tálibok és a pakisztáni hadsereg között, melyet az amerikai légierő is támogat. | Északnyugat-Pakisztán                                              |                    |
| 2005       | Beludzsisztáni konfliktus | A beludzsisztáni konfliktus egy fegyveres konfliktus a beludzsok, a pakisztáni és az iráni hadsereg között. Beludzsisztán régiót feldarabolták és hűbérbirtokokra osztották 1947 előtt, a 19. században foglalta el Nyugat-Beludzsisztánt Irán. 1947. augusztus 14-én és 15-én nyerte el függetlenségét India és Pakisztán, Kelet-Beludzsisztán ekkor lett az utóbbi része. A konfliktus lényegében 1948 óta folyamatban van (amivel az egyik leghosszabb aktív konfliktus lenne), de általában öt szakaszra osztják, amiből a legújabb 2004-ben kezdődött. | Pakisztán Beludzsisztán                                            |                    |
| 2006       | Mexikói drogháború | A mexikói hadsereg harca az országban tevékenykedő drogkartellekkel (melyek egymással is háborúznak). A mexikói kormányt több ország is támogatja a háborúban, a 2020-as évekre a küzdelmek intenzitása visszaesett. Ugyan a mexikói elnök Andrés Manuel López Obrador a háborút befejezettnek nyilvánította, ez nem az általános megegyezés, hiszen a halálozások száma még mindig magas. | Mexikó                                                             |                    |
| 2009       | Boko Haram felkelés | A felkelés 2009-ben kezdődött meg, mikor a Boko Haram iszlamista csoport fellázadt Nigéria kormánya ellen. A konfliktus előzménye az évtizedekig tartó vallási feszültség az országban. | Nigéria, Kamerun, Niger, Csád                                      |                    |
| 2011       | Dél-szudáni belső konfliktus | Etnikai jellegű konfliktus a Dél-Szudán északnyugati részén lakó bennszülött törzsek közt. | Dél-Szudán                                                         |                    |
| 2011       | Szíriai polgárháború - 2014-es koalíciós intervenció Szíriában - Kurd felkelés (Szíria) - Szíriai-török határkonfliktus (2012) - 2012-es Izrael-Szíria határkonfliktus - Második kunajtirai offenzíva - 2024-es szíriai ellenzéki offenzívák - Az Aszad-rezsim bukása - Szír-kurd összecsapások - 2024-es izraeli invázió Szíria ellen | Bassár el-Aszad szíriai elnök diktatórikus rendszere ellen kitört felkelés, mely szabályos polgárháborúvá szélesedett. A 2010-es évek legvéresebb polgárháborúja volt. A többségében szunnita lázadókat a szomszédos (szintén) szunnita arab országok és Törökország támogatják aktívan, a szíriai hadsereg oldalán Irán, Oroszország, a Hezbollah és iraki síita milíciák is beavatkoztak a konfliktusba. Az Aszad-rezsim 2024-ben bukott meg, azonban a szír-kurd összecsapások, valamint egy izraeli invázió miatt továbbra sem tekinthető befejezettnek. | Szíria                                                             |                    |
| 2011       | Jemeni krízis - Jemeni polgárháború - Jemeni Al-Káida felkelés - Dél-Jemeni felkelés - Vörös-tengeri válság | Egy 2011-es felkeléssel kezdődött az akkori kormány ellen és az óta több konfliktus tartozott alá. Ezek között van a jemeni polgárháború is és több konfliktus más arab országokkal. 2014-ben kezdődött polgárháború Jemenben, a huthi mozgalom és az ország kormánya között. Később a Dél-Jemen visszaállítását támogató Déli Mozgalom és az Al-Káida is beavatkozott A konfliktusba. A háború kitörése óta közel 400 ezren életüket vesztették. | Jemen, Szaúd-Arábia, Egyesült Arab Emírségek                       |                    |
| 2011       | Líbiai krízis - Első líbiai polgárháború - Második líbiai polgárháború | A 2011-es arab tavasz idején tört ki polgárháború az országban. A polgárháborúk következtében eltávolították Moammer Kadhafi diktátort, az ország instabil lett, egyre gyakoribb erőszakos ütközetek történtek és egy második polgárháború is kitört 2014-ben. Ugyan 2020 októberében a felek fegyverszünetet hirdettek, a krízis még nem ért véget. | Líbia                                                              |                    |
| 2012       | Mali háború | A Mali északi részén lakó tuaregek fegyveres felkelést indítottak a Mali kormány ellen, csakhamar kivívva a terület függetlenségét, majd áprilisban Azawad néven független államot kiáltottak ki (ezt azonban jelenleg egy ország sem ismeri el). A terület birtoklásáért azonban konfliktus tört ki a tuaregek és egy iszlamista milícia, az Ansar-Dín között is, az utóbbi Azawad nagy részét uralma alá vonta. 2022-ben a francia erők kivonultak az országból, míg az oroszok egy rövid időre beléptek a konfliktusba. | Mali, Azawad                                                       |                    |
| 2012       | Polgárháború a Közép-afrikai Köztársaságban | Polgárháború, amit a kormány, a balaka ellenes erők és a Séléka-koalíció vív. | Közép-afrikai Köztársaság                                          |                    |
| 2014       | Orosz–ukrán háború - Kelet-ukrajnai háború - Orosz invázió Ukrajna ellen | Oroszország és Ukrajna közötti konfliktusok sorozata, ami 2014-ben kezdődött. 2022. február 24-én virradó reggel Vlagyimir Putyin orosz elnök hivatalosan is bejelentette az orosz katonai hadműveletet Ukrajnában, amely után percekkel rakétatámadás érte Ukrajna több területét is, Kijevet beleértve. Több millió embernek el kellett hagynia az országot a háborúk idején. | Ukrajna                                                            |                    |
| 2016       | Fülöp-szigeteki drogháború | Rodrigo Duterte 2016-ban háborút hirdetett a droghasználat ellen az országban. Ugyan a fő céljában sikeres volt a kampány, gyakori volt, hogy a rendőrség törvénytelen kivégzéseket tartott. Duterte terminusának lejárta után is folytatódott a háború, de inkább a rehabilitációra koncentrált. | Fülöp-szigetek                                                     |                    |
| 2017       | Cabo Delgadó-i felkelés | Iszlamista felkelés Mozambik Cabo Delgado tartományában. Az ország keresztény többségű, a tartomány az egyetlen, ahol a muszlim lakosság él többségben. Ugyan a terrorszervezet komolyan meggyengült és 2022-ben nem volt képes nagyobb támadásokat végrehajtani, a gerillaháború és a kisebb rajtaütések folytatódtak | Mozambik                                                           |                    |
| 2018       | Etiópiai polgárháború - Tigréi háború - Oromo konfliktus - Amharai háború | Etiópiában 2018-ban feszültségek alakultak ki a regionális és etnikai frakciók között, a polgárháború 2020-ban tört ki, a konfliktus első négy évében akár 800 ezren is életüket veszthették. | Etiópia                                                            |                    |
| 2020       | Nyugat-togói felkelés | Szeparatista felkelés Kelet-Ghánában, amelynek célja a független Nyugat-Togo létrehozása | Ghána                                                              |                    |
| 2025       | Izraeli–iráni háború | Az izraeli-palesztin konfliktus egyik következménye, amely Irán 2025. június 13-i megtámadásával indult. Irán oldalán a Hútik, Izrael oldalán az Amerikai Egyesült Államok is belépett a háborúba. | Izrael, Irán                                                       |                    |

## Fordítás
- Ez a szócikk részben vagy egészben  a   Liste der andauernden Kriege und Konflikte című német Wikipédia-szócikk fordításán alapul.  Az eredeti cikk szerkesztőit annak laptörténete sorolja fel. Ez a jelzés csupán a megfogalmazás eredetét és a szerzői jogokat jelzi, nem szolgál a cikkben szereplő információk forrásmegjelöléseként.